# Skanderbeg-Platz (Skopje)

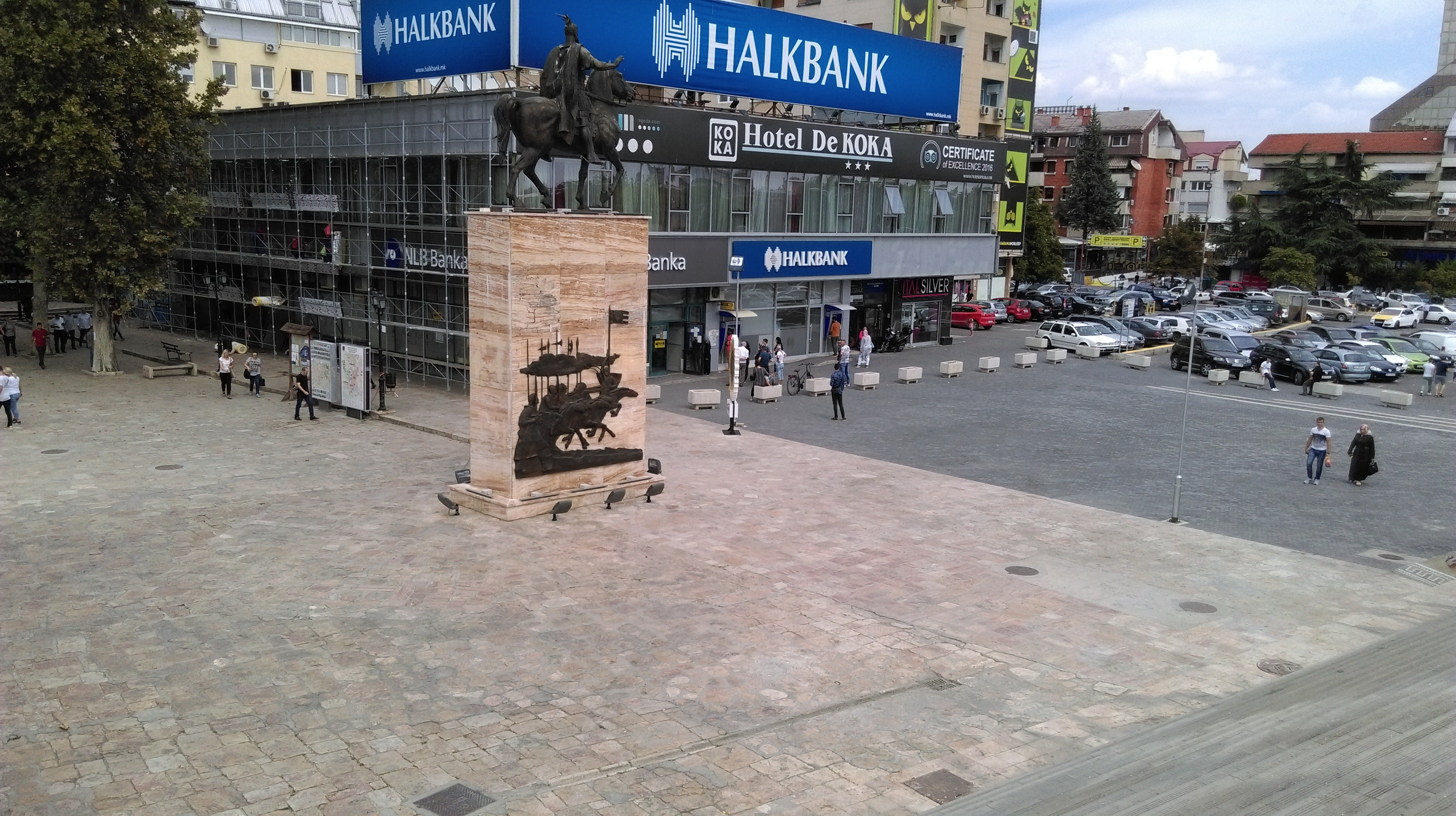
Skanderbeg-Statue auf dem gleichnamigen Platz in Skopje (2018)

Der Skanderbeg-Platz (mazedonisch Плоштад Скендербег Ploštad Skenderbeg; albanisch Sheshi i Skënderbeut) ist ein Platz in Skopje, der Hauptstadt Nordmazedoniens, auf dem vom 17. Januar 2012 bis 2018 gebaut wurde. Der Platz liegt innerhalb der Opština Čair. Benannt ist er nach dem albanischen Osmanen-Bekämpfer Skanderbeg (von türkisch İskender Bey), dessen Statue sich dort seit 2006 befindet.

## Neugestaltung
Der Platz ist Teil des Regierungsprojekts Skopje 2014. Die gesamten Baukosten werden auf zehn Millionen Euro geschätzt. Die Bauarbeiten sollten seit 2014 beendet sein.

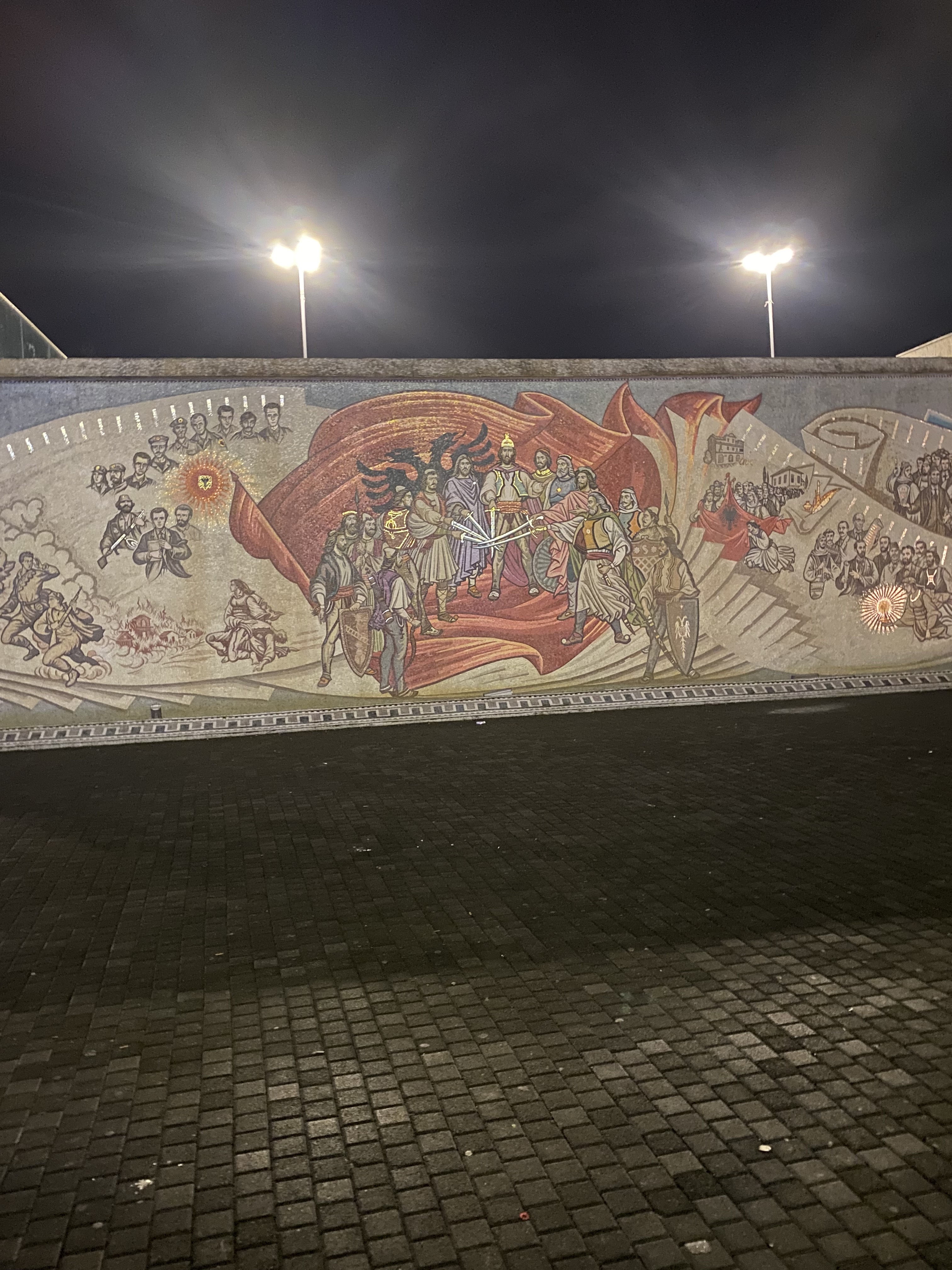
Mosaik mit historisch bedeutenden Persönlichkeiten der gemeinsamen Geschichte der Albaner

Der Skanderbeg-Platz wird eine Fläche von 28.000 Quadratmetern umfassen und von der Philharmonie und der Oper bis zum Alten Basar reichen. Der Goce-Delčev-Boulevard wird in diesem Bereich überdeckt. Eine bereits existierende Statue von Skanderbeg bildet das bedeutendste gestalterisch-bauliche Element. Abgesehen von einem Amphitheater und einer Brunnenanlage wird der Platz zudem viel Freiraum bieten. Darunter ist ein Parkhaus geplant.
Ende August 2017 wurde der neugestaltete Platz teilweise eröffnet. Hinzugekommen ist indessen ein übergroßes Mosaik mit historisch bedeutenden Persönlichkeiten der gemeinsamen Geschichte der Albaner. So sind darauf unter anderem auch Mutter Teresa, die Gebrüder Frashëri und Adem Jashari abgebildet.

## Plätze mit gleichem Namen
Der zentrale Platz der albanischen Hauptstadt Tirana heißt ebenfalls Skanderbeg-Platz. In Pristina, Kosovo, gibt es ebenfalls einen Skanderbeg-Platz, ebenso in Rom (Piazza Scanderbeg). Skopje ist neben Pristina und Tirana eine von drei Balkanhauptstädten, in denen eine Skanderbeg-Statue aufgestellt wurde.